# Дуайен
Дуайе́н (фр. doyen — старшина, старейшина) — глава дипломатического корпуса, старший по дипломатическому рангу и по времени аккредитования в данной стране дипломатический представитель.
Во многих католических странах дуайеном дипкорпуса является Апостольский Нунций, в ряде бывших колоний в Африке — посол бывшей метрополии.
Дуайеном может выступать только дипломатический представитель высшего класса — посол или папский нунций (в некоторых католических странах — только нунций, независимо от времени аккредитования, в Того — только посол ФРГ, а в Буркина-Фасо — только один из послов стран Африки). Деятельность старшины, например, включает инструктаж коллег о местных дипломатических обычаях. Момент старшинства глав представительств соответствующего класса в дипломатическом корпусе определяют дата и час вступления в выполнение своих функций (в практике современных государств таким моментом считают время вручения верительных грамот).